# Чемпіонат Чехії та Моравії (1896—1902)

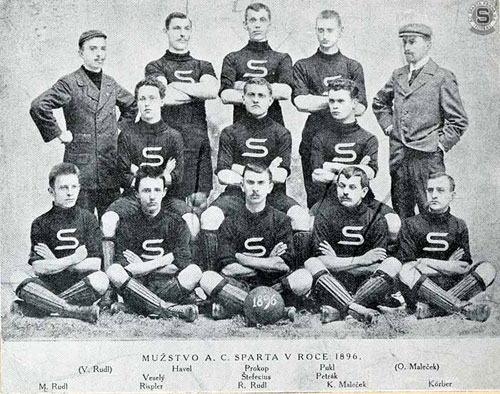
«Спарта» 1896 року

1896 року відбувся перший зареєстрований футбольний турнір на території сучасної Чехії. Його назва звучала як чемпіонат Чехії і Моравії. Турнір під такою назвою відбувся в цілому 9 разів і його останній розіграш був проведений у 1902 році. Всі турніри були неофіційні.
| Сезон        | Чемпіон           | Віце-чемпіон     |
| ------------ | ----------------- | ---------------- |
| 1896 (весна) | ČFK Kickers Praha | Славія (Прага)   |
| 1896 (осінь) | DFC Praha         | Спарта (Прага)   |
| 1897 (весна) | Славія (Прага)    | Славія (Прага) B |
| 1897 (осінь) | Славія (Прага)    | Спарта (Прага)   |
| 1898         | Славія (Прага)    | AC Praha         |
| 1899         | Славія (Прага)    | Славія (Прага) B |
| 1900         | Славія (Прага)    | Славія (Прага) B |
| 1901         | Славія (Прага)    | ČAFC Vinohrady   |
| 1902         | ČAFC Vinohrady    | AFK Karlin       |